# Kloster Moreruela

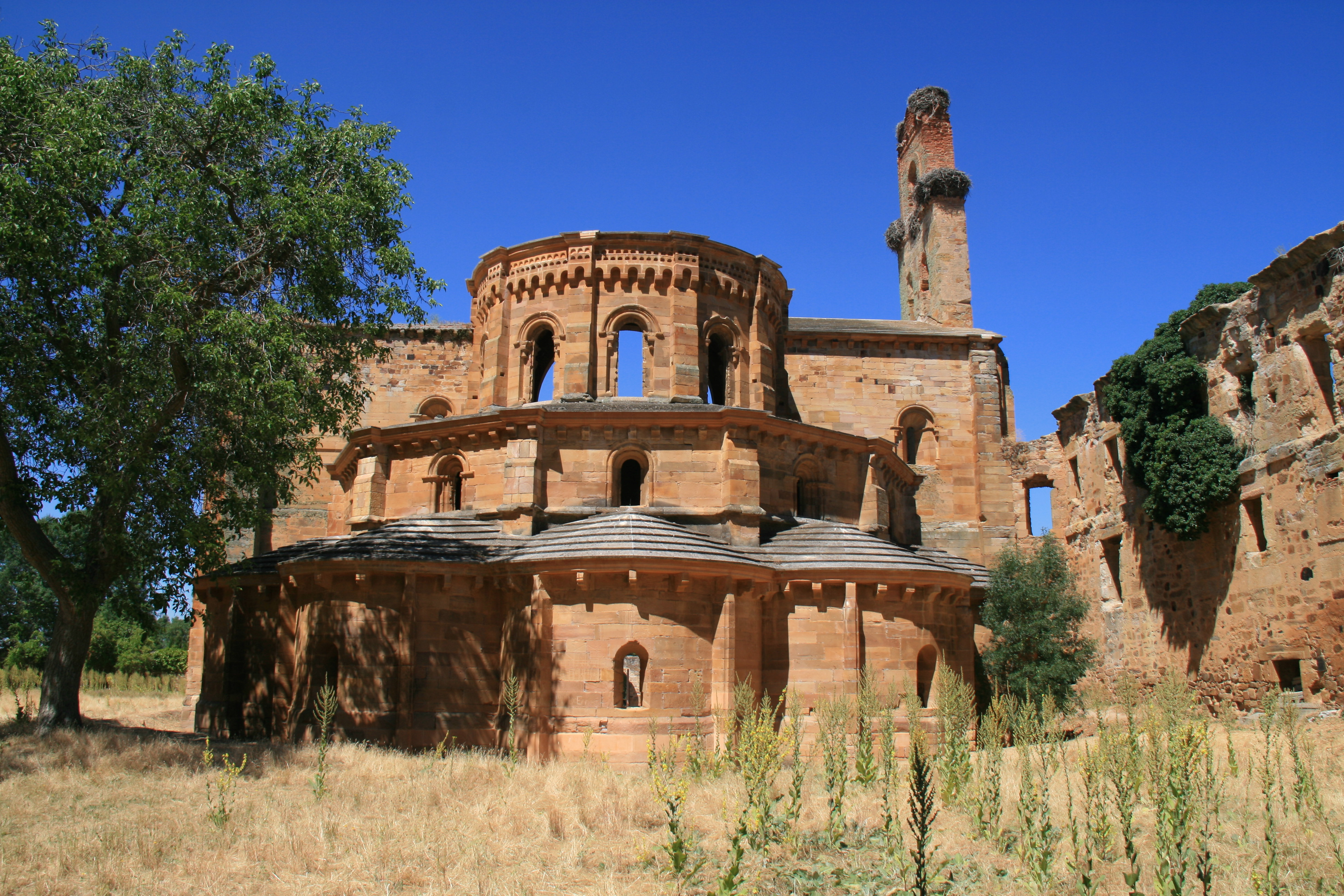
Chorhaupt mit Radialkapellen

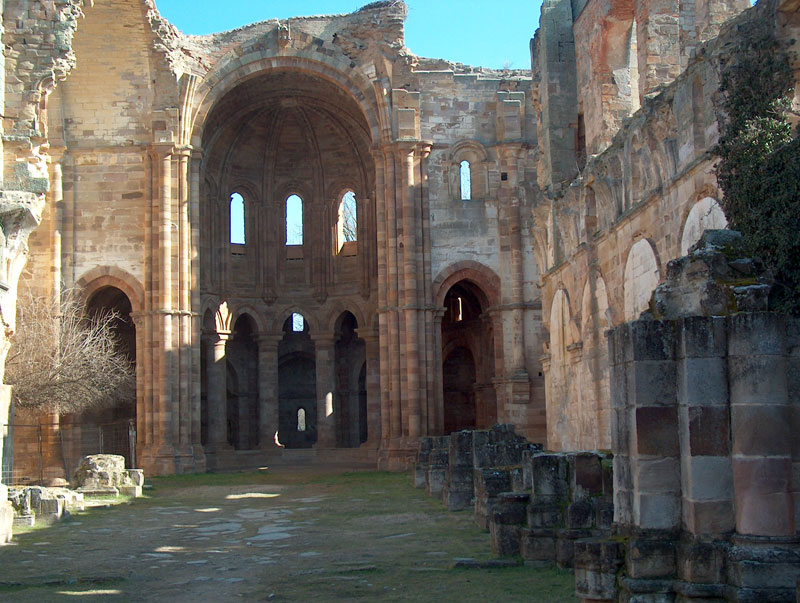
Chorhaupt von innen

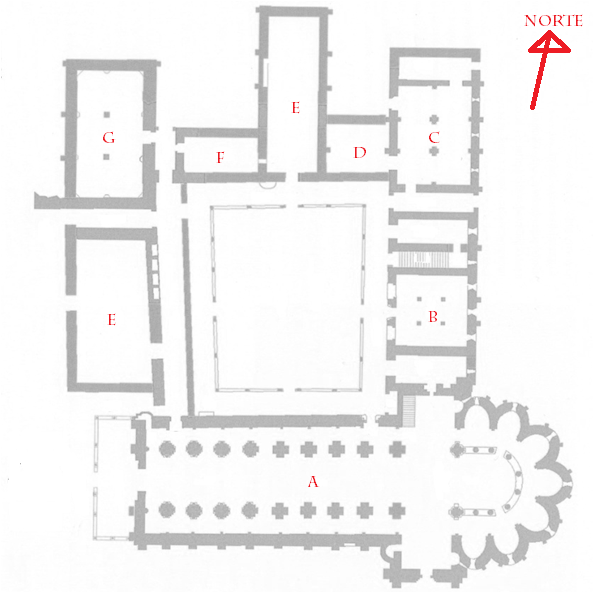
Grundriss – A=Klosterkirche und Sakristei, B=Kapitelsaal, C=Skriptorium, D=Wärmstube, E=Mönchsrefektorium, F=Klosterküche, G=Konversenrefektorium, H=Getreide- und Weinlager; der ursprüngliche Grundriss wurde später um mehrere Gebäudetrakte erweitert.

Das Kloster Moreruela (Monasterio de Santa María de Moreruela) ist eine ehemalige Zisterzienserabtei in der Provinz Zamora in der Autonomen Gemeinschaft Kastilien-León in Spanien. Es wurde im Jahr 1931 zum Nationaldenkmal (Bien de Interés Cultural) erklärt.

## Lage
Die Klosterruine befindet sich auf dem Gebiet der Gemeinde (municipio) Granja de Moreruela etwa 2 km westlich der kleinen Ortschaft nahe beim Fluss Esla in einer Höhe von ca. 730 m. Die Entfernung nach Benavente beträgt ca. 20 km (Fahrtstrecke) in nordöstlicher Richtung, die Provinzhauptstadt Zamora liegt rund 35 km südlich.

## Geschichte
An der Stelle des heutigen Klostergebäudes stand schon in vorzisterziensischer Zeit eine Abtei, die der asturische König Alfons III. oder der Heilige Froilán im 10. Jahrhundert für Benediktinermönche gegründet haben soll. Die Zisterzienser übernahmen das Kloster entweder in den Jahren 1131/1133 oder 1143, wobei das frühere Datum (mit dem das Kloster das erste Zisterzienserkloster in Spanien wäre) angezweifelt wird. Das Kloster ist ein Tochterkloster der Primarabtei Clairvaux; es übernahm seinerseits von den Benediktinern in den Jahren 1164 und 1170 das ungefähr 55 km nordwestlich gelegene Kloster Nogales sowie das ca. 200 km südwestlich gelegene Kloster Aguiar im Königreich Portugal.

## Bauten und Anlage
Vom Kloster sind große Teile ruinös erhalten – insbesondere die Ruine der romanischen, ca. 63 m langen Klosterkirche in Form eines lateinischen Kreuzes, mit deren Bau gegen 1170 begonnen und die im zweiten Viertel des 13. Jahrhunderts fertiggestellt wurde. Der an ein ca. 27 m breites Querhaus angrenzende vollständig erhaltene Chor weist einen kreuzrippengewölbten Umgang um das rechteckige Chorjoch und die Apsis mit sieben Radialkapellen vom Typ Clairvaux II (vgl. etwa Kloster Pontigny, Kloster Royaumont, Altenberger Dom, Kloster Heisterbach, Kloster Marienstatt) auf. Genauso reich gestaltet sind die dreifach profilierten Gewölberippen im Innern der Apsis, die über dreiteilige Wandvorlagen auf Konsolen heruntergeführt werden, die ihrerseits durch ein durchlaufendes Gesims verkröpft sind. Das Chorjoch hat dagegen nur ein einfaches Tonnengewölbe, welches sich wahrscheinlich im Mittelschiff der Kirche fortsetzte. Erhalten sind ferner die Wände des nördlichen Seitenschiffs, die auf der Außenseite von mächtigen Strebepfeilern mit Durchgangsöffnungen (sehr selten!) gestützt werden, und Teile des dreischiffigen neunjochigen Langhauses.
Von den nördlich der Kirche gelegenen Klausurgebäuden ist u. a. der dreischiffige und dreijochige, jedoch teilweise rekonstruierte Kapitelsaal mit drei kleinen Fenstern in der Ostwand sehenswert.

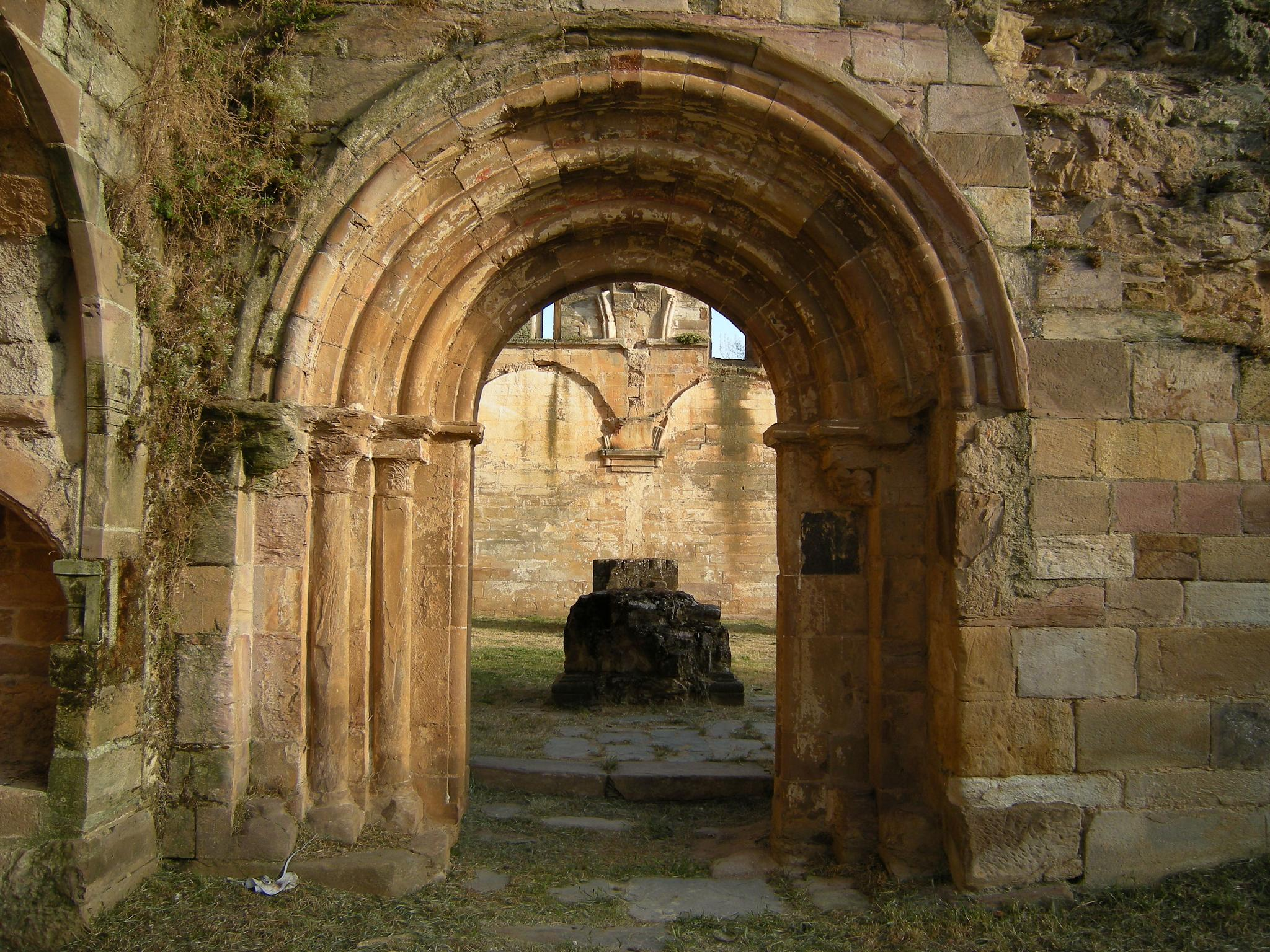
Portal auf der Nordseite
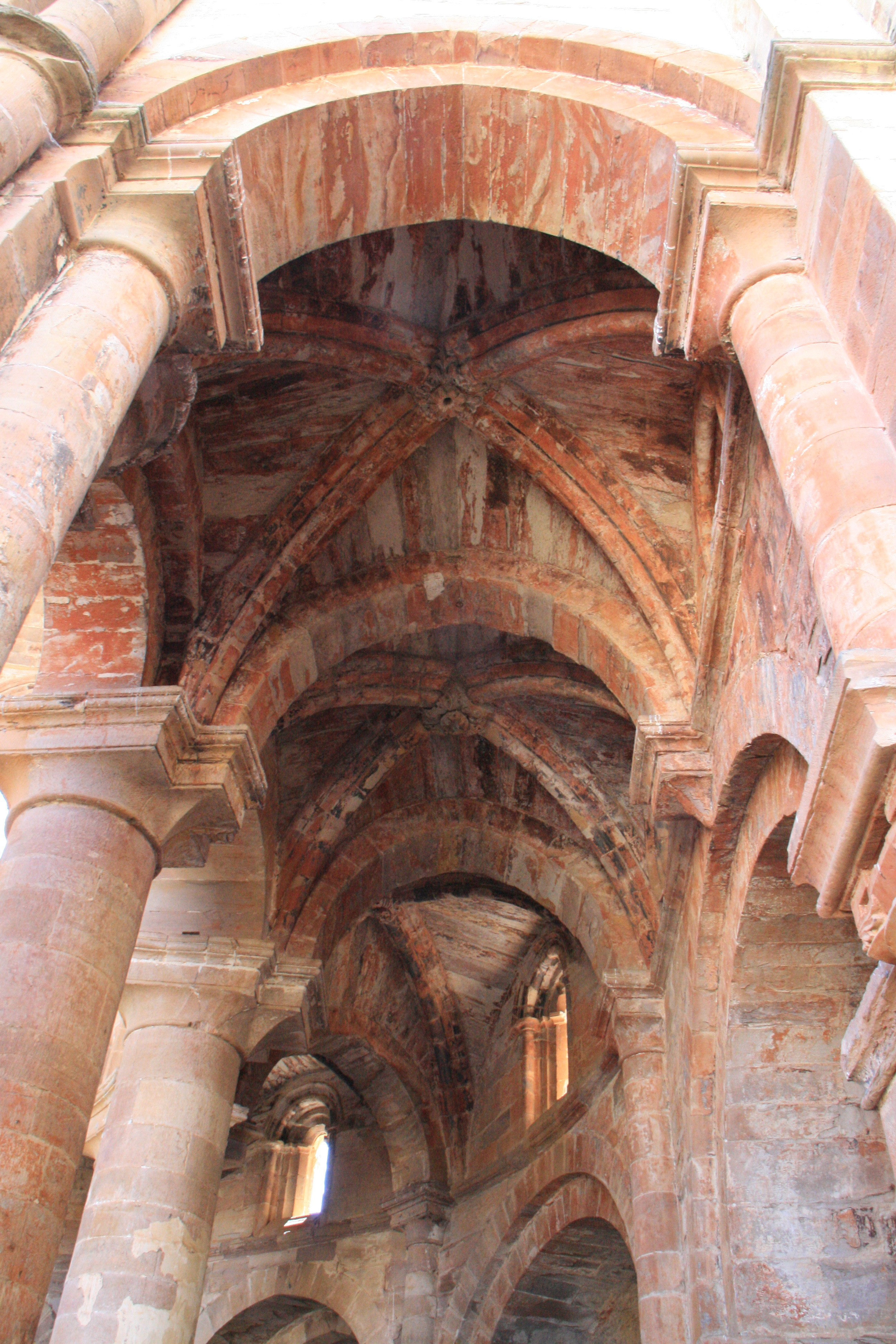
Rippengewölbe im Chorumgang
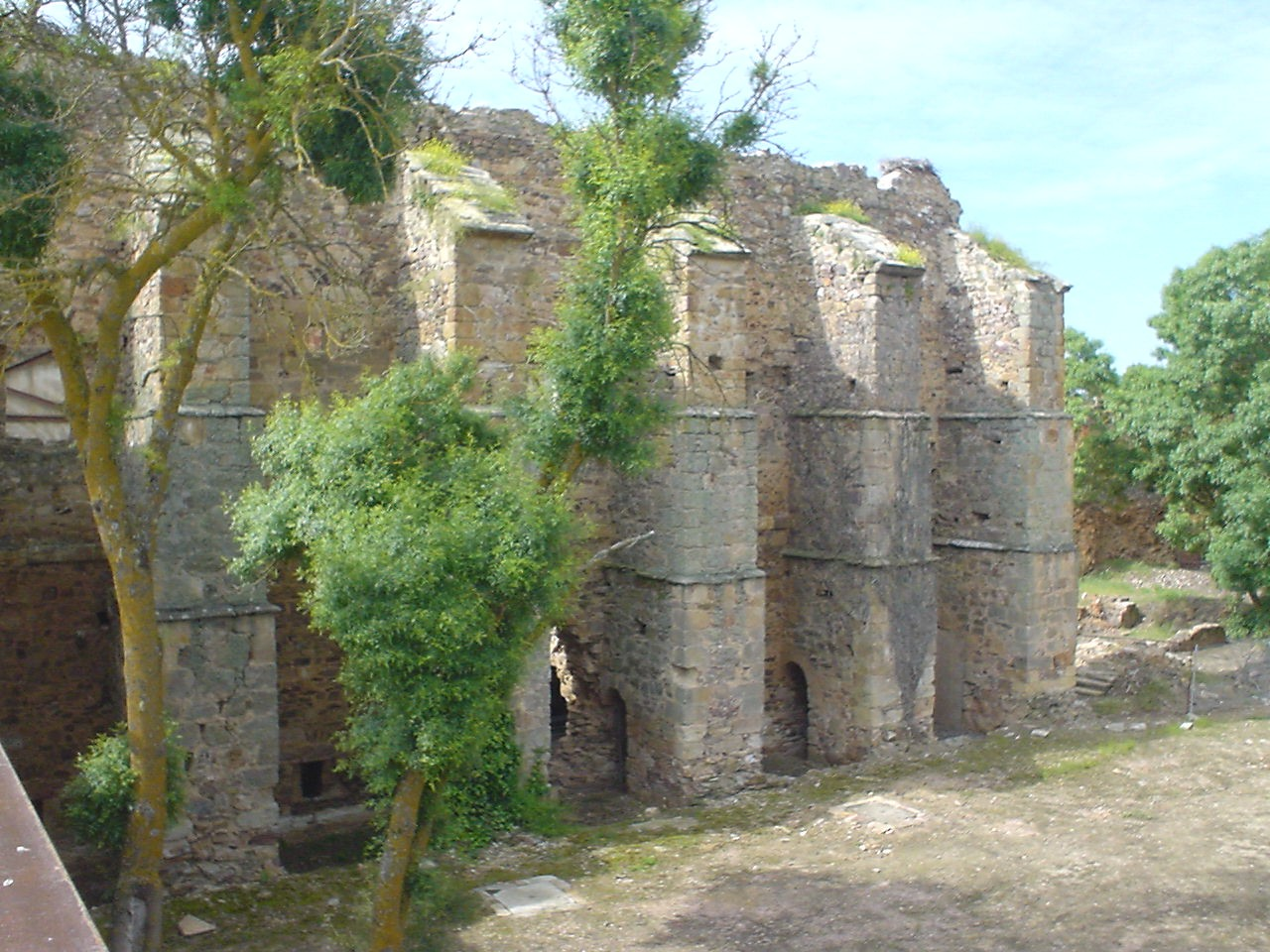
Nördliches Seitenschiff mit Strebepfeilern
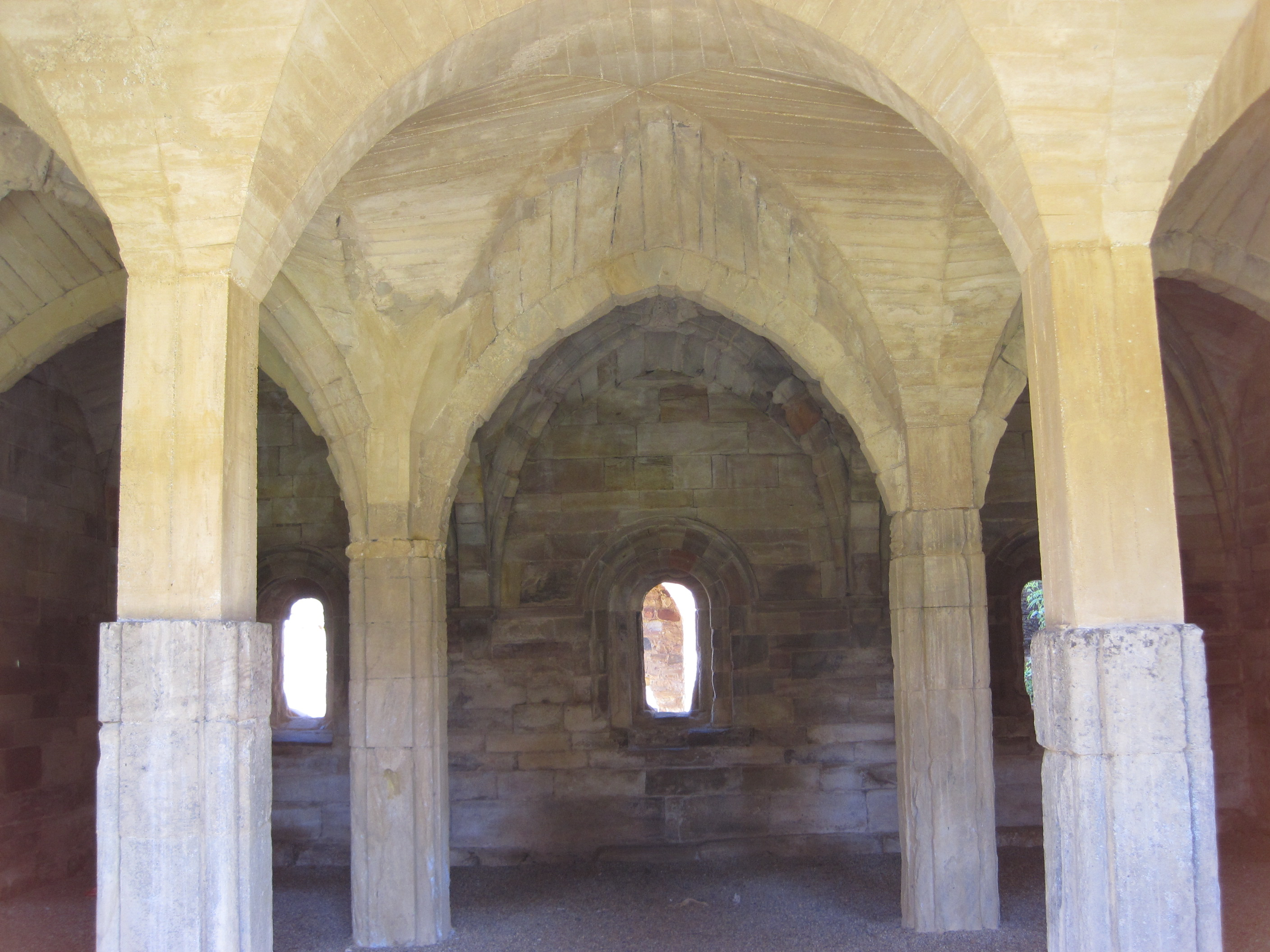
Restaurierter Kapitelsaal